# Courtoisie
Courtoisie (IPA: [kʊʁtoa̯ˈziː], [kʊʁto̯aˈziː], anhörenⓘ) ist die sich an den Höfen der frühen Neuzeit – zumal in Burgund und Frankreich – heraus bildende Form der adligen Höflichkeit, die später vom Bürgertum adaptiert wurde.
Soziologisch wurde sie von Norbert Elias in seinen Werken Über den Prozess der Zivilisation und Die höfische Gesellschaft analysiert. Ihren Übergang von den höheren zu den niedrigeren Ständen untersuchte bereits Gabriel Tarde (Les lois de l’imitation).

## Völkerrechtliche Courtoisie
Im Völkerrecht bezeichnet man die internationale Höflichkeit als Courtoisie, also die Gepflogenheiten im diplomatischen Verkehr der Staaten bzw. deren Vertreter miteinander. Das diplomatische Zeremoniell gehört ebenso zur völkerrechtlichen Courtoisie wie etwa Sprachfertigkeiten verbindend und nicht ausgrenzend zu verwenden (bei Empfängen). Die Abgrenzung zum Völkergewohnheitsrecht ist die fehlende opinio iuris, also die mit einer gesetzten Handlung einhergehende Überzeugung, lediglich aus Höflichkeit und ohne Verpflichtung zu handeln.

## Heraldische Courtoisie
In der Heraldik bezeichnet Courtoisie die Gegenüberstellung von Wappen in all ihren Teilen. Zum Beispiel wird bei verheirateten Frauen das Wappen des Ehemanns gespiegelt auf die vom Betrachter aus gesehen linke Seite neben das Stammwappen der Familie der Ehefrau gestellt. Siehe auch unter Allianzwappen und Wappenvereinigung.